# Kiss Antal (ejtőernyős)
Kiss Antal (Hajdúdorog, 1963. december 22.) magyar hivatásos katona, ejtőernyős sportoló.

## Életpálya
1978-1982 között Nyíregyházán az MN 2. Középiskolai Katonai Kollégium növendéke, illetve Vasvári Pál Gimnázium hallgatója. A Nyíregyházi Ejtőernyős Klub tagjaként 1981. május 16-án Pér repülőterén végrehajtotta első ejtőernyős ugrását, ami meghatározta további pályáját. 1982-1986 között Szentendrén Kossuth Lajos Katonai Főiskolán szerzett tiszti diplomát. A szolnoki Mélységi Felderítő Csoportparancsnokság állományába került. 1992-1993 között a Zrínyi Miklós Katonai Akadémia (ZMKA) hallgatója. Ejtőernyős kiképző tiszt. 1996. novembertől ejtőernyős szolgálat főnök. 1998. januártól hadműveleti és kiképzési részleg vezető. 2000. november - 2001. június között Koszovóban, a KFOR parancsnokság, felderítő elemző értékelő főtisztje. 2004. február - 2004. augusztus között Irakban, a MH Szállítózászlóalj, felderítő tisztje. 2005. október 1-től nyugállományú katona. Ejtőernyős ugrásainak száma: 1047

## Sportegyesületei
- Magyar Honvédelmi Szövetség (MHSZ) Nyíregyházi Ejtőernyős Klub,
- 1993-tól a Magyar Ejtőernyősök Bajtársi Szövetségének tagja,
- 2005-től a Magyar Ejtőernyősök Bajtársi Szövetsége, Szolnoki Tagszervezetének elnöke

## Szakmai sikerek
- 2002-ben megkapta az „Aranykoszorús I. osztályú ejtőernyős tiszt” kitüntető címet.
- Katonai szolgálata idején számos szakmai elismerésben részesült.